# Irish glen of imaal terrier
Irish glen of imaal terrier är en hundras från Irland. Den är en terrier som är namngiven efter den karga och fattiga dalen Glen of Imaal i grevskapet Wicklow varifrån den också anses härröra. Den är en typisk lantras som utvecklats i sitt isolerade område. Glen of imaal terriern har traditionellt använts som gårdshund för att hålla efter skadedjur samt som grythund för att jaga grävling och rödräv samt även utter. Rasen är lågställd, men räknas liksom de övriga tre irländska terrierna till de högbenta. Orsaken är att den fram till 1968 skulle klara samma synnerligen hårda grytprov som de andra raserna. 1933 bildades en rasklubb på Irland och samma år deltog glen of imaal terriern för första gången på hundutställning. Året därpå erkändes rasen av den irländska kennelklubben. Rasklubben i Sverige bildades år 2004.